# José Domato
José Domato (Buenos Aires, 18 de abril de 1918 - San Miguel de Tucumán, 25 de septiembre de 2015) fue un ingeniero agrónomo y político argentino, gobernador de la provincia de Tucumán entre 1987 y 1991.

## Biografía
Tras estudiar en la Universidad de Buenos Aires, se trasladó a San Miguel de Tucumán, donde fue profesor titular de la cátedra de Fruticultura de la Facultad de Agronomía y Zootecnia de la Universidad Nacional de Tucumán, entre 1948 y 1954. Fue también profesor de la cátedra de Citricultura de Escuela de Agricultura y Sacarotecnia de la Universidad Nacional de Tucumán, entre 1949 y 1954.
Afiliado al Partido Justicialista, fue ministro de Agricultura, Obras Públicas e Industrias de la provincia de Tucumán entre 1952 y 1955. El golpe de Estado de ese último año lo privó de sus cargos públicos y docentes.
Volvió a la actividad política a mediados de la década del 60. Acompañó al gobernador Riera en 1973 como presidente del Banco de la Provincia de Tucumán. En 1974 pasó a ser subsecretario de Agricultura de la Nación hasta 1975.
Con el regreso a la democracia en 1983 fue elegido senador provincial, y sus pares lo eligieron Presidente del Senado de la provincia de Tucumán.
En 1987 fue elegido gobernador de la provincia bajo el régimen de la antigua constitución provincial de 1907, que establecía la elección mediante un colegio electoral. El candidato con mayor número de votos había sido el radical, Rubén Edgardo Chebaia, seguido por José Domato del Partido Justicialista, por Antonio Domingo Bussi  de Defensa Provincial - Bandera Blanca, y Renzo Cirnigliaro por una fracción dividida del justicialismo.
La provincia pasaba por una situación económica delicada, siendo el déficit del estado provincial debiendo recurrir a la emisión de deuda pública mediante el sistema de emisión de una cuasi-moneda llamado "bono tucumano", con el cual se pagaban los sueldos estatales y los proveedores del estado. La fuerte oposición del partido Defensa Provincial - Bandera Blanca, comandado por Domingo Antonio Bussi posteriormente condenado por delitos de lesa humanidad cometidos en el marco del terrorismo de Estado dificultó la aprobación de leyes necesarias para llevar adelante su programa electoral.
Se vio obligado a postergar indefinidamente los aumentos a los salarios de los empleados públicos, lo que causó huelgas en varias reparticiones. Ante esa situación, el presidente Menem decidió la intervención federal a la provincia, con lo que Domato fue dejado cesante.
Con posterioridad, el exgobernador Domato fue enjuiciado y procesado y arrestado por presunta malversación de fondos, terminó con el sobreseimiento de Domato en el año 2000; once años más tarde, el Estado nacional fue condenado a pagarle $ 800 000 en concepto de indemnización. Esta decisión judicial representó una rehabilitación tardía del exgobernador, quien luego de estos sucesos no regresó a la vida pública. 
Falleció en San Miguel de Tucumán en la madrugada del 25 de septiembre de 2015.